# Plan Primavera
El Plan Primavera fue un plan económico que combinó elementos de la heterodoxia y ortodoxia para intentar estabilizar la economía argentina. Fue lanzado en agosto de 1988, durante el gobierno de Raúl Alfonsín, concebido con el propósito de frenar el empeoramiento de la recesión económica que venía arrastrándose desde hacía años y llegar a las elecciones presidenciales. El programa económico impulsaba la apertura de la economía y la privatización de empresas estatales. El mismo tuvo una decidida oposición principalmente del sector rural, y escaso apoyo de los sectores industriales y sindicales.

## Antecedentes
Hacia mediados de 1986 se inició una fase de descongelamiento gradual de precios; en ese período la inflación tuvo un ligero incremento, llegando hasta el 5% mensual. La situación desmejoraría notablemente al aumentar fuertemente el tipo de interés internacional y reducirse nuevamente el precio de las materias primas, que llevaría hacia fines de 1987 a una nueva crisis macroeconómica vía restricción externa.[cita requerida]
El plan Austral no contaba con una política de largo plazo. No se estimulaba la inversión productiva, la inversión se contrajo.

## El plan primavera
A mediados de 1988, el plan Austral ya estaba agotado y sus medidas no surtían efecto, por lo cual el gobierno lanzó el plan Primavera. El mismo introdujo cambios en el régimen cambiario y en las tasas de interés, pero no se corrigieron los desequilibrios fiscal y externo. La nueva medida impulsaba la apertura de la economía y la privatización de empresas estatales. Tuvo la decidida oposición del sector rural y escaso apoyo de los sectores industriales. El plan paralizaba las negociaciones con los sindicatos y el congelamiento de los salarios de los empleados estatales.
Las principales medidas fueron:
- Control de costos: para estabilizar los precios, se convalidaron los aumentos a julio del 88 congelando los valores al 2 de agosto. Se autorizaron alzas de 1,5% en la segunda quincena de agosto y 3,5% en septiembre.
- Se aplicó un tarifazo en los servicios públicos de 30%
- Se mantuvieron las paritarias sin topes.
- Para combatir el déficit del BCRA, se reagruparon los depósitos indisponibles y demás encajes remunerados, y hubo promesas de reducción de redescuentos al Banco Hipotecario Nacional.

Con el argumento de eliminar la inflación, se impulsó una serie de medidas de shock, que incluyeron una fuerte devaluación de la moneda, aumento de los servicios públicos, como la energía, el gas, el transporte y combustibles de hasta el 200 % y topes a los aumentos salariales acordados en las negociaciones colectivas, con el fin de retrasar considerablemente los salarios reales.
- El mercado cambiario se desdobló, pasando las exportaciones sin reembolsos (principalmente productos primarios y sus manufacturas) a liquidarse por el mercado comercial, mientras que las que tenían reembolsos (industriales) pasaban 50% por el comercial y 50% por el financiero. Las importaciones pasaban a liquidarse por el tipo de cambio financiero.
- La devaluación nominal fue de 11,4% (12 australes por dólar), 22,5% para las exportaciones y 33,6% en el caso de las importaciones.[cita requerida]
- El BCRA comenzó a licitar dólares en el circuito financiero para mantener el tipo de cambio.
- También se elevaría fuertemente la tasa de interés hasta el 357 por ciento anual para desalentar la huida hacia el dólar, mientras que se lanzaban una serie de instrumentos para absorber australes, situación a la que se le pondría un famoso título: “Festival de bonos”.
- Adicionalmente se proponía la privatización, al menos parcial, de empresas estatales.

## Consecuencias
Las principales consecuencias del plan fueron:
- Los precios, que en enero se habían incrementado en un 9 %, en mayo treparon hasta el 80%.
- La cotización del dólar se octuplicó.
- El mercado empezó a descontrolarse.
- Múltiples y constantes feriados bancarios.
- Remarcaciones de precios a diario.
- Desabastecimiento.

### Crisis económica
En pocas semanas, el plan había fracasado. En febrero de 1989, en medio de un clima de ebullición político y social, el gobierno dispuso una devaluación de la moneda. Esta medida produjo un alza de precios que se fue acelerando —hasta producir hiperinflación—. Los precios, que en enero se habían incrementado en un 9%, en mayo treparon hasta el 80% y la cotización del dólar se octuplicó. Al alto endeudamiento externo e interno, estancamiento, escasa inversión en bienes de capital e infraestructura y un grave desequilibrio fiscal; se sumó la pérdida del valor de la moneda Austral, llevada a cabo por el Banco Central. En febrero el dólar subió un 25 por ciento y el mercado empezó a descontrolarse. En medio de sucesivos feriados bancarios, el público minorista retiraba masivamente sus depósitos para comprar billetes de la divisa norteamericana que, en marzo, trepó a los 31 australes. Ante esta situación, renunció Juan Vital Sourrouille y asumió Juan Carlos Pugliese, que poco después le cedió su puesto a Jesús Rodríguez. A la semana el dólar llegó a los cincuenta australes y más adelante —en el marco de un mercado cambiario libre y único— aumentó a noventa. En un escenario de remarcaciones de precios casi diarias y de desabastecimiento, la inflación de abril fue del 33,4 por ciento.
La hiperinflación de 1989-90 afectó a todo el sistema productivo y deterioró las condiciones de vida de los sectores más vulnerables de la sociedad. El índice de precios al consumidor que mostraba en enero de 1989 un incremento del 8.9% mensual, pasó al 33.4% en el mes de abril, con un acumulado hasta ese mes del 86.2% en el mismo año. Un mes después, en mayo, se registraba el que por entonces era el mayor índice de inflación de la historia argentina, con un 78,5% mensual, lo que técnicamente constituía una situación de hiperinflación. El PBI argentino se hundía hasta el 14,6 por ciento, la inflación subía de 460% en abril a 764% en mayo, y la pobreza de 25% a comienzos de 1989 al récord histórico de 47,3% en octubre del mismo año. A fines de año la inflación sería del 3.079 % anual y el dólar estadounidense habría subido al 2.038 %. 
El clima de incertidumbre y desconfianza se acentuaron, sumando interrogantes a las posibilidades reales del gobierno de atravesar exitosamente la crisis. En ese contexto se celebraron el 14 de mayo las elecciones presidenciales adelantadas (previstas originalmente para el mes de octubre), que dieron la victoria al candidato del opositor Partido Justicialista, Carlos Menem.
Durante mayo de 1989, el tipo de cambio —que oficialmente se encontraba fijo— se elevó de 80 a 200 australes por cada dólar estadounidense —equivalente a una abrupta devaluación mensual de un 150%— lo que naturalmente tendió a acrecentar en gran medida las ya de por sí fuertes presiones inflacionarias. Comenzaban a escasear productos básicos en los supermercados y negocios y los precios de los cada vez menos bienes disponibles llegaron a ser remarcados varias veces durante un mismo día. Como corolario del proceso o fenómeno inflacionario, las tasas de interés subieron de forma descontrolada y las reservas de moneda extranjera del Banco Central comenzaron a descender de manera preocupante a medida que vendía dólares en un infructuoso esfuerzo por intentar mantener el valor de la moneda. La sociedad retiró masivamente sus depósitos de los bancos. Tras el 14 de mayo se sucedió una ola de saqueos y violencia, motivada por la hiperinflación, la pérdida de poder adquisitivo, la carencia de alimentos y bebidas, la crisis energética y el aumento de la pobreza (récord histórico de 47,3% en octubre de 1989 en Gran Buenos Aires). La ola de saqueos comenzó en el Gran Rosario —la tercera aglomeración más grande del país tras el Gran Buenos Aires y el Gran Córdoba— y, rápidamente se extendió hacia otras partes del país. La ola de saqueos forzó el 29 de mayo a Alfonsín a declarar el estado de sitio para pacificar el país; al término del operativo había 40 detenidos y 14 muertos.
Presionado por la situación, Alfonsín debió adelantar una vez más el traspaso de mando, proponiendo la fecha del 30 de junio. Tras negociaciones con Menem, que se vio sorprendido por el anuncio y no quería tomar el poder tan pronto, finalmente se realizó el 8 de julio de 1989. No obstante, la hiperinflación continuó tras la asunción de Menem, y recién se llegaría a niveles de inflación pre-mayo del '89 en febrero de 1991 (582%).

### Trama del Banco Macro
La recesión económica produjo el enriquecimiento de algunos empresarios: en este último grupo estuvo el Banco Macro. Jorge Brito junto a sus socios compraron el Banco Macro, cuando uno de sus dueños era Mario Brodersohn, secretario de Hacienda de Raúl Alfonsín. En ese entonces, contaba con aceitados vínculos con la coordinadora radical, grupo de dirigentes de la UCR que ocuparon cargos importantes del área económica, entre ellos en el Banco Central. Uno de los golpes más importantes del Banco Macro fue comprar dólares en cantidad el 6 de febrero de 1989, cuando el Central liberó el mercado cambiario. Esa Sociedad de Bolsa era manejada por Chrystian Colombo, que en ese entonces tenía una estrecha relación con el Coty Nosiglia dirigente radical y que en el gobierno de Fernando de la Rúa ocupó el puesto de jefe de Gabinete.